# Cantonul Ailly-le-Haut-Clocher
Cantonul Ailly-le-Haut-Clocher este un canton din arondismentul Abbeville, departamentul Somme, regiunea Picardia, Franța.

## Comune
| Comune                | Populație (1999) | Cod poștal | Cod INSEE |
| --------------------- | ---------------- | ---------- | --------- |
| Ailly-le-Haut-Clocher | 863              | 80690      | 80009     |
| Brucamps              | 134              | 80690      | 80145     |
| Buigny-l'Abbé         | 318              | 80132      | 80147     |
| Bussus-Bussuel        | 264              | 80135      | 80155     |
| Cocquerel             | 199              | 80510      | 80200     |
| Coulonvillers         | 237              | 80135      | 80215     |
| Cramont               | 287              | 80370      | 80221     |
| Domqueur              | 267              | 80620      | 80249     |
| Ergnies               | 188              | 80690      | 80281     |
| Francières            | 174              | 80690      | 80344     |
| Gorenflos             | 255              | 80690      | 80380     |
| Long                  | 654              | 80510      | 80486     |
| Maison-Roland         | 110              | 80135      | 80502     |
| Mesnil-Domqueur       | 80               | 80620      | 80537     |
| Mouflers              | 88               | 80690      | 80574     |
| Oneux                 | 350              | 80135      | 80609     |
| Pont-Remy             | 1.532            | 80580      | 80635     |
| Saint-Riquier         | 1.246            | 80135      | 80716     |
| Villers-sous-Ailly    | 176              | 80690      | 80804     |
| Yaucourt-Bussus       | 211              | 80135      | 80830     |